# 软体黏蛭
软体黏蛭（学名：Myxobdella annandalei）为柔蛭科黏蛭属的动物。分布于印度、缅甸、马来半岛、阿富汗、格鲁吉亚的高加索山区以及中国的香港、浙江等地，主要栖息于较高的山溪里且常隐藏在石块下。该物种的模式产地在香港。